# Cykl glioksylanowy
Cykl glioksylanowy, zwany też cyklem glioksalowym lub cyklem glioksalanowym lub cyklem kwasu glioksalowego lub cyklem Krebsa-Kornberga – cykliczny szereg przemian biochemicznych (reakcji enzymatycznych) umożliwiający przekształcanie tłuszczów w cukrowce.
Zachodzi w glioksysomach nasion roślin oleistych oraz u bakterii, w których zachodzi przemiana: tłuszcz → acetylo-CoA → cukier prosty.
Cykl glioksylanowy utleniania kwasy tłuszczowe oraz umożliwia wykorzystanie tłuszczów zawartych w nasionach jako materiałów do budowy węglowodanów.

Schemat cyklu glioksalanowego.